# Portuñol
Portuñol hay một cái tên khác là Portunhol là sự kết hợp ngôn ngữ trên biên giới của những khu vực liên quan chặt chẽ giữa tiếng Tây Ban Nha và tiếng Bồ Đào Nha (Mỹ Latinh, đặc biệt là phía bắc Uruguay, Brasil và cả ở châu Âu: biên giới Tây Ban Nha và Bồ Đào Nha).
Portuñol cũng được sử dụng hàng ngày giống như một thuật ngữ trong "ngôn ngữ" phát sinh khi những người nói tiếng Bồ Đào Nha hoặc Tây Ban Nha có kiến thức hạn chế về ngôn ngữ thứ hai cố gắng thích ứng ngôn ngữ của họ với giai điệu phát âm và kết thúc của ngôn ngữ thứ hai.
Trong lịch sử, trên đảo La Palma của Tây Ban Nha cho đến cuối thế kỷ 20, Portuñol đã được nói đến.

## Thuật ngữ
Portuñol rất nổi tiếng và phổ biến, nhưng không được sử dụng bởi Real Academia Española. Điển hình tại Brasil lãnh đạo chỉ định dẫn đầu vào năm 1999 và định nghĩa nó theo hai cách:
- Thứ nhất, kết quả của một sự pha trộn ngôn ngữ giữa tiếng Tây Ban Nha-Bồ Đào Nha đang nổi lên.
- Thứ hai, tiếng Tây Ban Nha ở đây lại được nói bởi những người nói tiếng Bồ Đào Nha không có kiến thức chuyên sâu về tiếng Tây Ban Nha. Các nhà ngôn ngữ học chỉ trích việc sử dụng phổ biến, sáo rỗng của thuật ngữ này, điều này cho thấy vị trí và phân phối của Portuñol không phù hợp với hoàn cảnh ngôn ngữ thực sự.[1] Trong trường hợp của Tây Ban Nha và Bồ Đào Nha, đó chắc chắn là  một cách nói.[2]

## Văn bản so sánh
| Tiếng Bồ Đào Nha | Portuñol | Tiếng Tây Ban Nha | Dịch sang tiếng Việt |
| --- | --- | --- | --- |
| Hoje me vejo diante de seu olhar de morto, este homem que me faz dançar castanholas na cama, que me faz sofrer, que me faz, que me construiu de dor e sangue, o sangue que verteu minha vida amarga. Desde seus ombros, meu destino igual àquele feito de um punhal na chave direita do coração.1 Agora neste momento, eu não sei o que falar com sua cara dura, roxos2 os olhos soterrados, estes que eram meus olhos. | Hoy me vejo adelante de su olhar de muerto, este hombre que me hace dançar castanholas en la cama, que me hace sofrir, que me hace, que me há construído de dolor y sangre, la sangre que vertiô mi vida amarga. Desde sus ombros, mi destino igual quel hecho de uno punhal en la clave derecha del corazón.1 Ahora en neste momento, yo no sê que hablar com su cara dura, rojos2 los olhos soterrados, estos que eram mis ojos. | Hoy me veo delante de su mirada de muerto, este hombre que me hace bailar castañuelas en la cama, que me hace sufrir, que me hace, que me ha construido de dolor y sangre, la sangre que vertió mi vida amarga. Desde sus hombros, mi destino igual aquél hecho de un puñal en la clave derecha del corazón.1 Ahora en este momento, yo no sé qué hablar con su cara dura, rojos2 los ojos soterrados, estos que eran mis ojos. | Hôm nay tôi thấy mình trước ánh mắt của người chết, người đàn ông này khiến tôi nhảy múa trên giường, người khiến tôi đau khổ, người khiến tôi, người đã xây dựng tôi trong nỗi đau và máu, máu đổ cuộc đời tôi cay đắng. Từ vai người đàn ông, định mệnh của tôi như thế được tạo ra bởi một con dao găm ở chìa khóa bên phải của trái tim. Lúc này, tôi không biết nói gì với khuôn mặt cứng rắn, đôi mắt đỏ vùi, đây là đôi mắt của tôi. |